# Billys Basket Cup
Billys Basket Cup är en basketturnering organiserad av Eskilstuna Basket och spelas i Eskilstuna i Sverige

## Historia
Billys Basket Cup spelades för första gången 1986, då under namnet "Eskilstuna Basket Cup".
Under tidsperioden fram till idag har cupen även hetat "Folket Cup", "Sprite Cup" och "Dumle Cup"
År 2007 sattes nytt deltagarrekord med totalt 224 lag 559 matcher spelades i 21 hallar, deltagarna bodde på 9 olika logiplatser och 4 fullbokade hotell.